# Ніч (герб)
Ніч (пол. Nicz, Strykowski) – шляхетський герб, різновид герба Наленч.

## Опис герба
У червоному полі срібна покладена в коло пов'язка, що не пов'язана внизу, з опущеними кінцями, з яких лівий перетинається.

## Найбільш ранні згадки
Від 1565 року приходить згадка про Андрія Стрийковського герба Ніч, а від 1578 року про Івана та Станіславі Ночей.

## Роди
Ночі (Nicz), Стрийковські (Strykowski).